# فروردین ۱۳۹۶
فروردین ۱۳۹۶ اولین ماه سال ۱۳۹۶ خورشیدی است.
آغاز آن سه شنبه: ‎۱ فروردین ۱۳۹۶ (۲۱ مارس ۲۰۱۷) میلادی

مطابق با ۲۲ جمادی‌الثانی ۱۴۳۸ قمری قراردادی می‌باشد.